# وظیفه‌نشناس صدام کن (آلبوم)
وظیفه‌نشناس صدام کن (انگلیسی: Call Me Irresponsible) پنجمین آلبوم استودیویی خواننده کانادایی مایکل بوبله است. این آلبوم در ۱ مه ۲۰۰۷ توسط ۱۴۳ و رپریز رکوردز منتشر شد و تهیه‌کنندگی آن برعهده دیوید فاستر، اومبرتو گاتیکا و باب راک بوده‌است. این آلبوم شامل ترانه‌های پاپ سنتی از جمله «همیشه در یاد من» است. دو تک‌آهنگ اریجینال «همه‌چیز» و «گمشده» برای این آلبوم نوشته شد که بوبله در نوشتن متن آنها نقش داشته‌است.
این آلبوم که عمدتاً بازخورد مثبت از منتقدان دریافت کرد، در صدر جدول‌های موسیقی ۱۰ کشور مختلف از جمله جدول آلبوم‌های کانادایی و بیلبورد ۲۰۰ قرار گرفت و نخستین باری بود که بوبله در صدر جدول بیلبورد ۲۰۰ قرار می‌گیرد.

## گواهی‌نامه‌ها
| منطقه | گواهی     | واحد گواهی‌شده/فروش |
| --- | --------- | ------------------ |
| استرالیا (آی‌اف‌پی‌آی استرالیا)                                                                                   | ۵× پلاتین | ۳۵۰٬۰۰۰^           |
| اتریش (فونوگرافی اتریش)                                                                                        | طلا       | ۱۰٬۰۰۰*            |
| بلژیک (بی‌ئی‌ای)                                                                                                 | طلا       | ۱۵٬۰۰۰*            |
| کانادا (میوزیک کانادا)                                                                                         | ۴× پلاتین | ۴۰۰٬۰۰۰^           |
| دانمارک (آی‌اف‌پی‌آی)                                                                                             | طلا       | ۱۵٬۰۰۰^            |
| فرانسه (اس‌ان‌ئی‌پی)                                                                                              | طلا       | ۷۵٬۰۰۰*            |
| آلمان (بی‌وی‌ام‌آی)                                                                                               | پلاتین    | ۲۰۰٬۰۰۰^           |
| مجارستان (مجارستان)                                                                                            | طلا       | ۳٬۰۰۰^             |
| ایتالیا (اف‌آی‌ام‌آی)                                                                                             | طلا       | ۳۰٬۰۰۰*            |
| هلند (ان‌وی‌پی‌آی)                                                                                                | طلا       | ۳۵٬۰۰۰^            |
| نیوزیلند (آرآی‌ای‌ان‌زد)                                                                                          | طلا       | ۷٬۵۰۰^             |
| پرتغال (انجمن صنفی گرامافون)                                                                                   | پلاتین    | ۲۰٬۰۰۰^            |
| سوئیس (آی‌اف‌پی‌آی سوئیس)                                                                                         | پلاتین    | ۳۰٬۰۰۰^            |
| بریتانیا (بی‌پی‌آی) Standard edition                                                                             | پلاتین    | ۳۰۰٬۰۰۰^           |
| بریتانیا (بی‌پی‌آی) Special edition                                                                              | ۳× پلاتین | ۹۰۰٬۰۰۰^           |
| ایالات متحده (آرآی‌ای‌ای)                                                                                        | پلاتین    | ۲٬۲۴۴٬۰۰۰          |
| خلاصه‌ها |           |                    |
| اروپا (آی‌اف‌پی‌آی)                                                                                               | ۲× پلاتین | ۲٬۰۰۰٬۰۰۰*         |
| جهانی 2007 sales                                                                                               | —         | ۴٬۱۰۰٬۰۰۰          |
| * رقم فروش تنها بر پایهٔ گواهی‌ها. · ^ رقم توزیع تنها بر پایهٔ گواهی‌ها. · رقم فروش+پخش جاری تنها بر پایهٔ گواهی‌ها. |           |                    |